# Los Limones, Yecapixtla
Los Limones är en ort i Mexiko.   Den ligger i kommunen Yecapixtla och delstaten Morelos, i den sydöstra delen av landet, 80 km söder om huvudstaden Mexico City. Los Limones ligger 1 483 meter över havet och antalet invånare är 561.
Terrängen runt Los Limones är kuperad norrut, men söderut är den platt. Runt Los Limones är det ganska tätbefolkat, med 155 invånare per kvadratkilometer. Närmaste större samhälle är Cuautla Morelos, 10,0 km väster om Los Limones. Omgivningarna runt Los Limones är en mosaik av jordbruksmark och naturlig växtlighet.